# ميري فورتيس
ميري فورتيس بالإنجليزية: Meyer Fortes (25 أبريل 1906- 27 يناير1983) كان عالم أنثروبولوجيا مولود في جنوب إفريقيا، اشتهر بعمله بين تالينسي وأشانتي في غانا.
تدرب فورتيس في الأصل على علم النفس، قام بتوظيف فكرة «الشخص» في تحليلاته الهيكلية والوظيفية للقرابة، والأسرة، وعبادة الأسلاف، مما ساهم في وضع معيار للدراسات حول التنظيم الاجتماعي الأفريقي. دمج كتابه الشهير، أوديب وعمل في دين غرب إفريقيا (1959)، بين اهتماماته ووضع معيارًا لـ«علم الأعراق البشرية المقارن». كما كتب على نطاق واسع في قضايا المولود الأول والملك والعرافة.

## حياته
تلقى فورتيس تدريبه الأنثروبولوجي من «تشارلز جابرييل سيليجمان» في كلية لندن للاقتصاد. تدرب أيضًا مع برونيسلاف مالينوفسكي وريموند فيرث. جنبا إلى جنب مع المعاصرين رادكليف براون، السير إدموند ليتش، أودري ريتشاردز، ولوسي ماير. كان لدى فورتيس آراء وظيفية قوية أصرت على الأدلة التجريبية من أجل توليد تحليلات للمجتمع. رسخ مجلده مع إيفانز بريتشارد، النظم السياسية الأفريقية (1940) مبادئ التجزئة والمعارضة المتوازنة، والتي أصبحت من السمات المميزة للأنثروبولوجيا السياسية الأفريقية.

## المسار التعليمي والمهني
على الرغم من عمله في غرب إفريقيا الفرنكوفونية، كان لعمل فورتيس في الأنظمة السياسية تأثير على علماء الأنثروبولوجيا البريطانيين الآخرين، وخاصة ماكس جلوكمان ولعب دورًا في تشكيل ما أصبح يعرف باسم مدرسة مانشستر للأنثروبولوجيا الاجتماعية، والتي أكدت على مشاكل العمل في المستعمرات الوسطى. أفريقيا. قضى فورتيس معظم حياته المهنية كقارئ في جامعة كامبريدج وكان أستاذ ويليام وايز للأنثروبولوجيا الاجتماعية هناك من 1950-1973. في عام 1963، ألقى فورتيس محاضرة لويس هنري مورغان الافتتاحية في جامعة روتشستر، والتي يعتبرها الكثيرون أهم سلسلة محاضرات سنوية في مجال الأنثروبولوجيا.
أُنتخب فورتيس في الأكاديمية الأمريكية للفنون والعلوم في عام 1964، وكان رئيسًا للمعهد الملكي للأنثروبولوجيا في بريطانيا العظمى وأيرلندا من 1965 إلى 1967، وحصل على أعلى وسام شرف من المعهد، وسام هكسلي التذكاري في عام 1977. وهو أيضًا عضو منتخب في الجمعية الأمريكية للفلسفة.